# Чезаре Гольдман
Чезаре Гольдман (італ. Cesare Goldmann, 21 червня 1868, Тріест — 10 жовтня 1937, Рим) — італійський підприємець і політик.

## Біографія
Чезаре Гольдман народився в Трієсті в багатій єврейській родині Енріко Гольдмана і Кароліни Норси Гольдман, збанкрутованої в 1873 крахом Віденської фондової біржі. Старша сестра Чезаре, Софія, вийшла заміж за Федеріко Тіволі, від шлюбу народилася Ардуїна Фанні Ірма Тіволі (1873—1949) — дружина Анджело Сраффа і мати відомого економіста П'єро Сраффа. Через економічні труднощі сім'ї Чезаре був змушений перервати навчання, знайшовши роботу у філії бавовняної фабрики Кантоні у Турині, куди він переїхав у 1876 році.
Через свої соціал-демократичні та антиклерикальні погляди він поступово віддалився від єврейської віри, приєднавшись до масонської ложі П'єтро Мікка-Аусонія в Турині, ставши її поважним членом між 1889 і 1891 роками (змінивши, за деякими даними, на цій посаді майбутнього міністра та фінансів Італії Едоардо Данео; згідно з іншими джерелами, мав це звання спільно з ним). Гольдман фінансував у той період Circolo Garibaldi та просував різні благодійні заходи, створюючи в Турині разом із братами по ложі каси взаємодопомоги, дитячі садки та народні кухні.
Одружився з Емме Де Бенедетті, від неї у нього народилися син Енріко та дочка Лія Сільвія. Обіймав посаду муніципального радника в Турині, обираючись у 1892 та 1895 роках.
У 1897 році переїхав до Мілана, де працював в італійській друкарні директором з комерції; обіймав цю посаду до 1907 року. У Мілані вступив до амброзіальної ложі Eterna Luce. Голдман зайняв чільне місце у світі міланського підприємництва, бувши президентом різних компаній; серед них: Італійська кредитна компанія, Комісійне агентство з імпорту та експорту, Anonima officine Moncenisio, la Anonima Rejna, Міланський сталеливарний завод. Також був акціонером популярних газет, у тому числі Il Sole, Il Carroccio та Il Secolo.
Перебуваючи на іредентистських та інтервенціоністських позиціях, він очолював Політичну асоціацію іредентистів Італії під час Першої світової війни. Гольдман також приєднався до Комітету з підготовки, відкритої інтервенціоністської організації, заснованої в січні 1915 року в Турині. У 1917 році, після виключення Муссоліні з соціалістичної партії, він насилу фінансував його видання Il Popolo d'Italia, пожертвувавши внесок у розмірі 17 000 лір.
У наступний післявоєнний період він був серед учасників (один із 206 присутніх у «невичерпному списку», складеному істориком Франзінеллі) установчих зборів фашистського Італійського союзу боротьби, що відбулися 23 березня 1919 року. На час заходу Гольдман надав зал Промислового та торгового союзу, в якому він сам головував. З повідомлення Il Popolo d'Italia відомо, що крім Гольдмана на зустрічі були присутні й інші італійські євреї, зокрема П'єро Жаккіа, Ріккардо Луццатто, Еукардіо Момільяно та Енріко Рокка. Як і багато інших учасників Сансеполькрісмо, члени цього мітингу також були вкрай різнорідними з ідеологічного погляду, і в подальші роки їхня доля склалася по-різному.
Разом із Йозефом Леопольдом Теплицем, Еліо Йоном та Джино Оліветті, що фінансували Il Popolo d'Italia Муссоліні та похід на Рим, Гольдман був одним з провідних єврейських представників світу підприємництва та італійського інтервенціонізму, які підтримували первісну фашистську партію. Факт присутності діячів італійської єврейської громади на даному етапі формування фашизму підтверджує, що антисемітизм не був основним елементом руху, принаймні у його початковій фазі.
Участь Гольдмана також викликала дискусію про роль масонства у процесі формування фашизму; однак слід враховувати, що ініціативи щодо приєднання до руху, висловлені масонами на першому етапі, доречніше сприймати як ініціативи особистого характеру, а не як відображення позиції масонства в цілому. У 20-ті та 30-ті роки він був президентом Італійської комерційної кредитної компанії та міланського сталеливарного заводу, а також співзасновником та віце-президентом видавництва Imperia (засновано наприкінці 1922 року, придбано Національною фашистською партією) разом, серед інших, з Сенаторо Борлетті та Діно Гранді.
Помер у Римі в 1937 році та був похований на монументальному цвинтарі Мілана. Його смерть була згадана у статті під назвою Due sansepolcristi scomparsi, опублікованій у періодичному виданні La Nostra Bandiera, номер від 1-16 жовтня 1937 року.